# Dennis van der Heijden
Dennis van der Heijden (Rotterdam, 17 febbraio 1997) è un calciatore olandese, attaccante del Capelle.

## Caratteristiche tecniche
È un centravanti.

## Carriera

### Club
Cresciuto nelle giovanili dell'ADO Den Haag, fa il debutto in prima squadra il 14 febbraio 2016 nel match vinto 4-2 contro l'Excelsior, siglando una doppietta poco dopo il suo ingresso in campo.
Nel gennaio 2017 viene ceduto in prestito al Volendam.

### Nazionale
Partecipa con la nazionale Under-19 olandese al Campionato europeo 2016 di categoria, mettendo a segno un gol.

## Statistiche

### Presenze e reti nei club
Statistiche aggiornate al 22 maggio 2017.
| Stagione            | Squadra             | Campionato          | Campionato | Campionato | Coppe nazionali | Coppe nazionali | Coppe nazionali | Coppe continentali | Coppe continentali | Coppe continentali | Altre coppe | Altre coppe | Altre coppe | Totale | Totale |
| Stagione            | Squadra             | Comp                | Pres       | Reti       | Comp            | Pres            | Reti            | Comp               | Pres               | Reti               | Comp        | Pres        | Reti        | Pres   | Reti   |
| ------------------- | ------------------- | ------------------- | ---------- | ---------- | --------------- | --------------- | --------------- | ------------------ | ------------------ | ------------------ | ----------- | ----------- | ----------- | ------ | ------ |
| 2015-2016           | ADO Den Haag        | ED                  | 9          | 2          | CO              | 0               | 0               |                    | -                  | -                  | -           | -           | -           | 9      | 2      |
| 2016-gen. 2017      | ADO Den Haag        | ED                  | 16         | 0          | CO              | 1               | 1               |                    | -                  | -                  | -           | -           | -           | 17     | 1      |
| Totale ADO Den Haag | Totale ADO Den Haag | Totale ADO Den Haag | 25         | 2          |                 | 1               | 1               |                    | -                  | -                  |             | -           | -           | 26     | 3      |
| gen.-giu. 2017      | Volendam            | EE                  | 9          | 3          | CO              | 0               | 0               |                    | -                  | -                  | -           | -           | -           | 9      | 3      |
| 2017-2018           | Almere City         | ED                  | 28+1       | 7          | CO              | 2               | 0               |                    | -                  | -                  | -           | -           | -           | 31     | 7      |
| 2018-gen. 2019      | Carpi               | B                   | 0          | 0          | CI              | 1               | 0               |                    | -                  | -                  |             | -           | -           | 1      | 0      |
| gen-giu. 2019       | Fermana             | C                   | 10         | 0          | CI-C            | 0               | 0               |                    | -                  | -                  | -           | -           | -           | 10     | 0      |
| 2019-gen. 2020      | Carpi               | C                   | 2          | 0          | CI-C            | 2               | 0               | -                  | -                  | -                  | -           | -           | -           | 4      | 0      |
| Totale Carpi        | Totale Carpi        | Totale Carpi        | 2          | 0          |                 | 3               | 0               |                    | -                  | -                  |             | -           | -           | 5      | 0      |
| gen.-giu. 2020      | TOP Oss             | EE                  | 5          | 1          | CO              | 0               | 0               |                    | -                  | -                  | -           | -           | -           | 5      | 1      |
| 2020-2021           | TOP Oss             | EE                  | 37         | 8          | CO              | 1               | 0               |                    | -                  | -                  | -           | -           | -           | 38     | 8      |
| Totale Oss          | Totale Oss          | Totale Oss          | 42         | 9          |                 | 1               | 0               |                    | -                  | -                  |             | -           | -           | 43     | 9      |
| 2021-2022           | Chrobry Głogów      | 1L                  | 29+2       | 3          | CP              | 1               | 0               |                    | -                  | -                  | -           | -           | -           | 32     | 3      |
| Totale carriera     | Totale carriera     | Totale carriera     | 140+3      | 23         |                 | 6               | 1               |                    | -                  | -                  |             | -           | -           | 149    | 24     |